# Katedra Sioni w Bolnisi

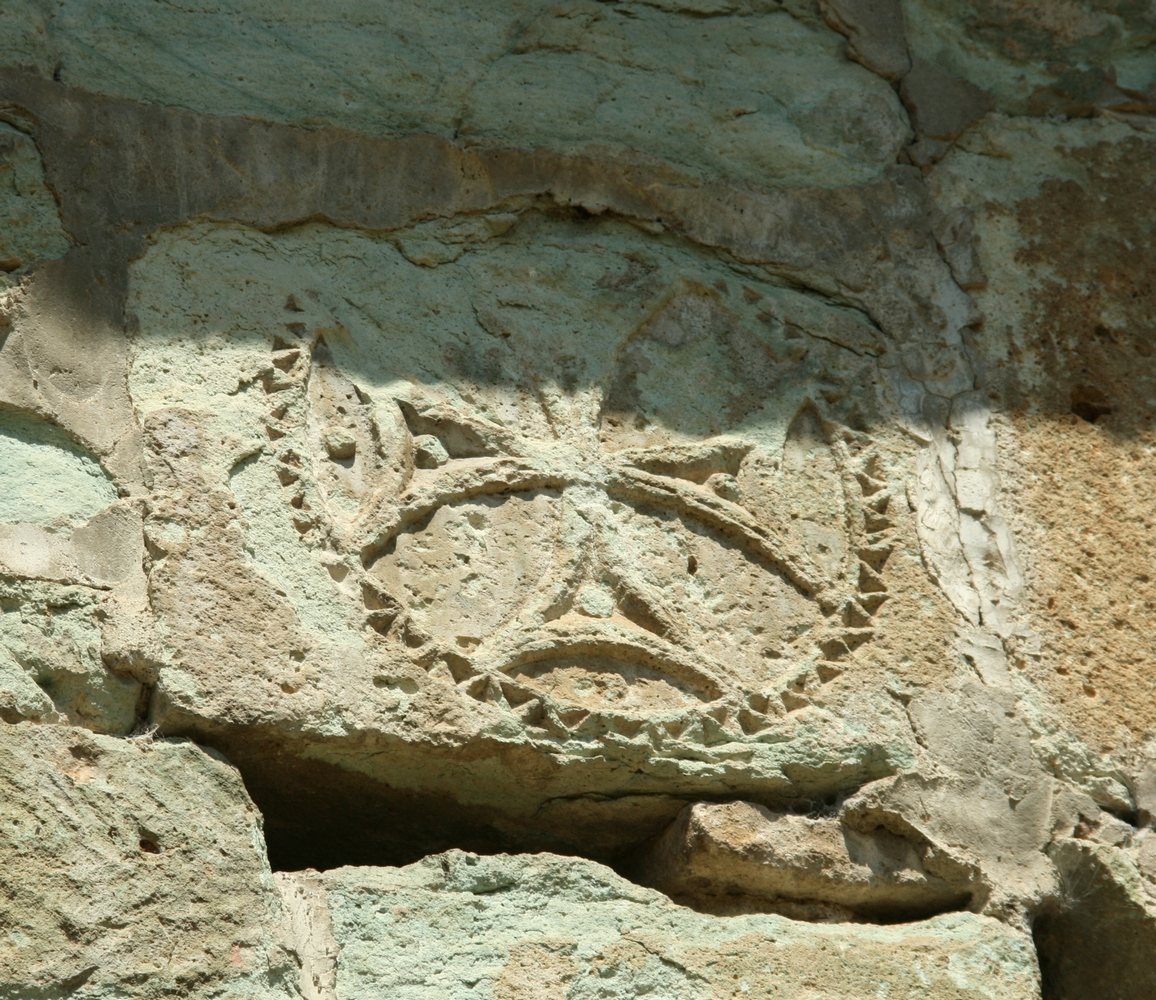
Krzyż, katedra Bolnisi Sioni

Katedra Sioni w Bolnisi (gr. ბოლნისის სიონი) – kamienna bazylika z V wieku wzniesiona w Bolnisi (Dolna Kartlia), znana z najstarszych na terenie Gruzji inskrypcji w języku gruzińskim.

## Architektura
Świątynia została zbudowana w latach 478–493 (według innego źródła kościół zbudowano w latach 462–477). Nosi znamiona stylu bizantyjskiego z elementami wpływu sztuki perskiej z czasów Sasanidów. Jest to trójnawowa bazylika z pięcioma parami filarów i absydą, nakryta dwuspadowym dachem.
Ściany katedry zdobią charakterystyczne kamienne krzyże, które stały się symbolem Gruzji i zostały umieszczone na fladze państwowej.

### Inskrypcje
W katedrze zachowały się najstarsze inskrypcje w języku gruzińskim znalezione na terenie Gruzji, z których najstarsza pochodzi z 494 roku. Kamienne inskrypcje wykonane są pismem asomtawruli.

#### Inskrypcja 1
Wykuta w kamieniu inskrypcja – osiem linii tekstu – znajduje się na zewnętrznej, wschodniej ścianie kościoła. Napis „otacza” relief przedstawiający krzyż Bolnisi wpisany w dekoracyjny, podwójny okrąg – linie 3–6 inskrypcji są „przerwane” reliefem. Lewy dolny róg napisu odpadł, a prawy górny jest lekko uszkodzony. Przyjmuje się, że inskrypcja ta pochodzi z tego samo okresu, co inskrypcja informująca u fundacji kościoła.

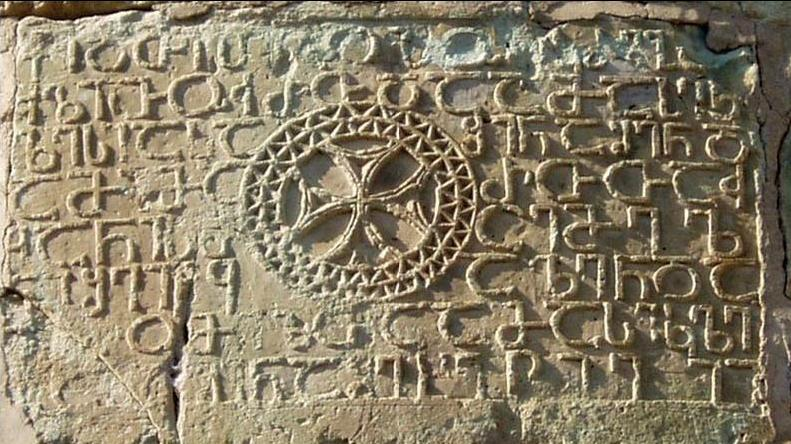
Inskrypcja 1

Tekst biegnie nieprzerwanie – poszczególne słowa nie są od siebie oddzielone.

ႵႤႣႧႤႮႨႱႩႭႮႭႱႨႩႰႤႡႭ

ჃႪႨႧႭჃႰႧႣႠႠႫႠႱႤႩ

ႪႤႱႨႠႱႠ krzyż Bolnisi ႸႨႬႠႸႤႬႣ

ႠႫႨႫႠ krzyż Bolnisi ႰႧႧႠჃ

ႷႠႬႨႱႫ krzyż Bolnisi ႺႤႫႤႪ

ႬႨႸႤႨႼႷ krzyż Bolnisi ႠႪႤႬႣႠ

ႫႸႰႭႫႤႪႧႠႠႫႠႱႤႩႪႤ

ႱႨႠႱႠႸႨႬႠႸႤႾႤႼႨႤ ႨႨ

Co w wolnym tłumaczeniu na język polski brzmi:
„Chryste, zlituj się nad biskupem Dawidem i społecznością,

i tymi którzy Tobie oddają cześć w tym kościele,

i pomóż tym, którzy w tym kościele pracują.”.

#### Inskrypcja 2
Wykuty w kamieniu napis – cztery linijki tekstu – upamiętniający fundację kościoła znajduje się na fasadzie świątyni. Inskrypcja została odkryta w 1937 roku podczas prac inwentaryzacyjnych.

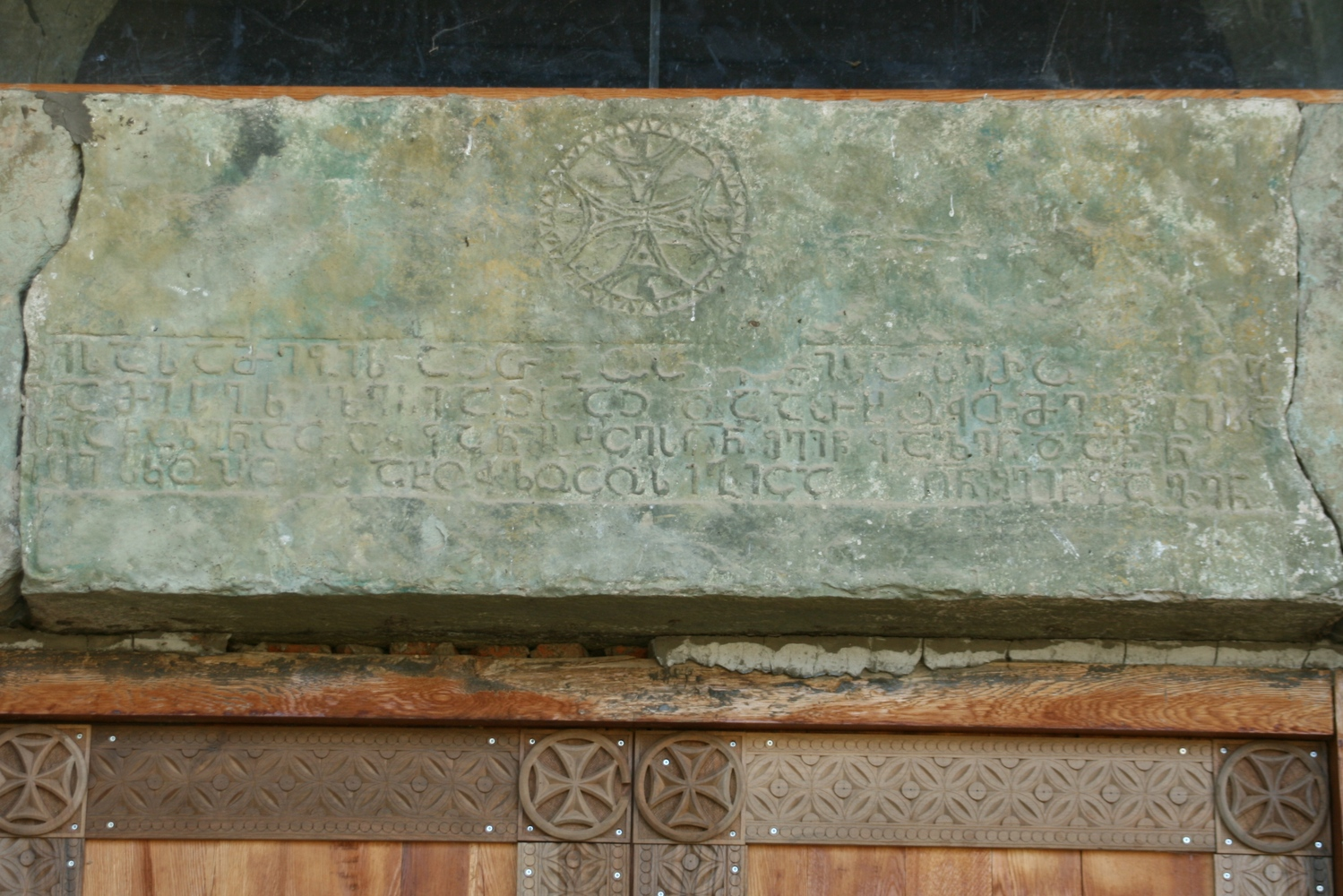
Inskrypcja 2

Odczytanie napisu jest utrudnione poprzez zły stan inskrypcji, która jest w części nieczytelna – brakuje jej lewej części, a koniec pierwszej linijki uległ uszkodzeniu. Ponadto tekst biegnie nieprzerwanie – poszczególne słowa nie są od siebie oddzielone i niektóre słowa zapisano w formie skróconej. Na przestrzeni lat podjęto wiele prób uzupełnienia tekstu.
Inskrypcja zawiera czytelny wyraz Peroz, a za nim słowo mep, co początkowo zostało zinterpretowane jako odniesienie do imienia władcy z dynastii Sasanidów Peroza I (459–484). Tekst podaje datę rozpoczęcia budowy kościoła w dwudziestym roku panowania Peroza, a jej zakończenie 15 lat później, co miało oznaczać, że świątynię wzniesiono w latach 478–493. Kolejne próby odczytania tekstu, przyniosły inną interpretację postaci Peroza – V-wiecznego lokalnego władcy, który przyjął chrześcijaństwo oraz umiejscowiły budowę kościoła na V wiek.

ႨႱႠႱႠႫႤႡႨႱ ႠჂႧႠႭႺ ႼႪႨႱႠႮႤႰႭႦႫႤႴ

ႠႫႨႱႤႩ ႪႤႱႨႠჂႱႠჂ ႣႠႠႧႾႭჃႧႫႤႲႼႪႨႱ

ႬႠႵႠႸႨႬႠႧႠჃႷႠႬႨႱႾႺႤႱႶႬႸႤႨႼႷႠႪႤႬႣႠႥႨႬႠ

ႮႨႱႩႭႮႭႱႱႠႾႭჃႪႭႺႭႱႨႢႨႺႠႶႬႸႤႨႼႷႠႪႤ

Co w wolnym tłumaczeniu na język polski brzmi:
„[Z pomocą Święt]ej Trójcy [została] w roku 20. król[a] Peroza

[rozpoczęta budowa] tego kościoła, i w roku 15. [potem]

[ukończona]. Kto będzie tu oddawał cześć, niech się nad nim Bóg zlituje, i kto za biskupa [tego kościoła],
[Dawida], modlił się będzie, niech nad nim Bóg tez się zlituje. [Amen]”